# BMX-Rennsport-Weltmeisterschaften 2013
Die BMX-Rennsport-Weltmeisterschaften 2013 fanden am 27. und 28. Juli im neuseeländischen Auckland statt. Schauplatz war die Vector Arena, wo für diesen Zweck vorübergehend eine Indoor-BMX-Bahn von etwa 280 Metern Länge gebaut worden war. 29 Nationen beteiligten sich an den Wettkämpfen.

## Programm
Ab dem 22. Juli liefen zunächst das Training sowie die UCI BMX World Challenge für die Leistungsklassen Challenge und Masters ab. Die eigentlichen Weltmeisterschaften fanden am Wochenende vom 27. und 28. Juli statt. Am Sonnabend wurde das BMX-Zeitfahren ausgetragen, am Sonntag das BMX-Rennen.

## Ergebnisse

### Frauen Elite
Es gab 29 Fahrerinnen aus 18 Nationen. In der ersten Kurve des Finals ging Caroline Buchanan aus der Innenbahn heraus in Führung, gefolgt von Alice Post, während Stefany Hernández über deren Hinterrad stürzte und María Gabriela Díaz mit sich riss. Post misslang eingangs der letzten Geraden ein Sprung, sie verlor all ihr Tempo und sackte auf den fünften Rang ab, während Buchanan gewann.
| Platz | Name                | Zeit       |
| ----- | ------------------- | ---------- |
| 1     | Caroline Buchanan   | 25,506 s   |
| 2     | Lauren Reynolds     | + 1,296 s  |
| 3     | Manon Valentino     | + 1,485 s  |
| 4     | Arielle Martin      | + 1,734 s  |
| 5     | Alise Post          | + 2,528 s  |
| 6     | Mariana Pajón       | + 2,572 s  |
| 7     | Stefany Hernández   | + 47,841 s |
| 8     | María Gabriela Díaz | + 52,533 s |

| Platz | Name              | Zeit      |
| ----- | ----------------- | --------- |
| 1     | Mariana Pajón     | 25,153 s  |
| 2     | Alise Post        | + 0,342 s |
| 3     | Caroline Buchanan | + 0,468 s |
| 4     | Melinda McLeod    | + 0,479 s |
| 5     | Laura Smulders    | + 0,519 s |
| 6     | Sarah Walker      | + 0,536 s |
| 7     | Brooke Crain      | + 0,792 s |
| 8     | Victoria Hill     | + 0,847 s |

### Männer Elite
Es gab 68 Fahrer aus 24 Nationen. Im Finale kollidierten Yoshitaku Nagasako und Barry Nobles in der ersten Kurve, während Luis Brethauer mehrere Plätze gutmachten konnte und auf Rang drei fuhr, hinter Liam Philips, der alle seine Vorläufe gewonnen hatte, und Marc Willers. Bei dieser Reihenfolge blieb es bis ins Ziel.
| Platz | Name               | Zeit       |
| ----- | ------------------ | ---------- |
| 1     | Liam Phillips      | 23,280 s   |
| 2     | Marc Willers       | + 0,212 s  |
| 3     | Luis Brethauer     | + 1,097 s  |
| 4     | Martijn Jaspers    | + 2,042 s  |
| 5     | Tory Nyhaug        | + 2,068 s  |
| 6     | Joshua Callan      | + 2,879 s  |
| 7     | Yoshitaku Nagasako | + 18,597 s |
| 8     | Barry Nobles       | + 32,521 s |

| Platz | Name                  | Zeit      |
| ----- | --------------------- | --------- |
| 1     | Connor Fields         | 22,598 s  |
| 2     | Joris Daudet          | + 0,103 s |
| 3     | Sylvain André         | + 0,417 s |
| 4     | Corben Sharrah        | + 0,464 s |
| 5     | Sam Willoughby        | + 0,543 s |
| 6     | Liam Philips          | + 0,548 s |
| 7     | Raymon van der Biezen | + 0,571 s |
| 8     | Joshua Callan         | + 0,588 s |

### Juniorinnen
Es gab 16 Fahrerinnen aus 11 Nationen.
| Platz | Name             | Zeit       |
| ----- | ---------------- | ---------- |
| 1     | Felicia Stancil  | 26,324 s   |
| 2     | Shayona Glynn    | + 1,159 s  |
| 3     | Hannah Sarten    | + 1,178 s  |
| 4     | Doménica Azuero  | + 1,495 s  |
| 5     | Viviana van Hees | + 2,849 s  |
| 6     | Yerlin Castillo  | + 4,349 s  |
| 7     | Natalia Suworowa | + 33,017 s |
| 8     | Sarah Sailer     | DNF        |

| Platz | Name             | Zeit      |
| ----- | ---------------- | --------- |
| 1     | Felicia Stancil  | 26,133 s  |
| 2     | Rachel Jones     | + 0,018 s |
| 3     | Sarah Sailer     | + 0,046 s |
| 4     | Hannah Sarten    | + 0,066 s |
| 5     | Sarah Harvey     | + 0,513 s |
| 6     | Doménica Azuero  | + 0,919 s |
| 7     | Natalia Suworowa | + 1,063 s |
| 8     | Viviana van Hees | + 1,266 s |

### Junioren
Es gab 62 Fahrer aus 22 Nationen.
| Platz | Name            | Zeit      |
| ----- | --------------- | --------- |
| 1     | Sean Gaian      | 23,513 s  |
| 2     | Gonzalo Molina  | + 0,295 s |
| 3     | Jérémy Rencurel | + 1,116 s |
| 4     | Romain Mahieu   | + 1,640 s |
| 5     | Maliek Byndloss | + 1,816 s |
| 6     | Max Cairns      | + 1,830 s |
| 7     | Tristyn Kronk   | + 2,233 s |
| 8     | Amidou Mir      | + 2,938 s |

| Platz | Name             | Zeit      |
| ----- | ---------------- | --------- |
| 1     | Romain Mahieu    | 23,367 s  |
| 2     | Sean Gaian       | + 0,162 s |
| 3     | Niek Kimmann     | + 0,260 s |
| 4     | Hunter Pelham    | + 0,611 s |
| 5     | Niels Bensink    | + 0,622 s |
| 6     | Amidou Mir       | + 0,623 s |
| 7     | Gonzalo Molina   | + 0,630 s |
| 8     | Jefferson Milano | + 0,892 s |

## Medaillenspiegel
| Platz  | Land               | Gold | Silber | Bronze | Gesamt |
| ------ | ------------------ | ---- | ------ | ------ | ------ |
| 1      | Vereinigte Staaten | 4    | 3      | 0      | 7      |
| 2      | Australien         | 1    | 2      | 1      | 4      |
| 3      | Frankreich         | 1    | 1      | 3      | 5      |
| 4      | Großbritannien     | 1    | 0      | 0      | 1      |
| 4      | Kolumbien          | 1    | 0      | 0      | 1      |
| 6      | Neuseeland         | 0    | 1      | 1      | 2      |
| 7      | Argentinien        | 0    | 1      | 0      | 1      |
| 8      | Deutschland        | 0    | 0      | 2      | 2      |
| 9      | Niederlande        | 0    | 0      | 1      | 1      |
| Gesamt | Gesamt             | 8    | 8      | 8      | 24     |